# Mas del Vent
El mas del Vent o mas Crispí és una masia de Palamós (Baix Empordà) inclosa a l'Inventari del Patrimoni Arquitectònic de Catalunya.

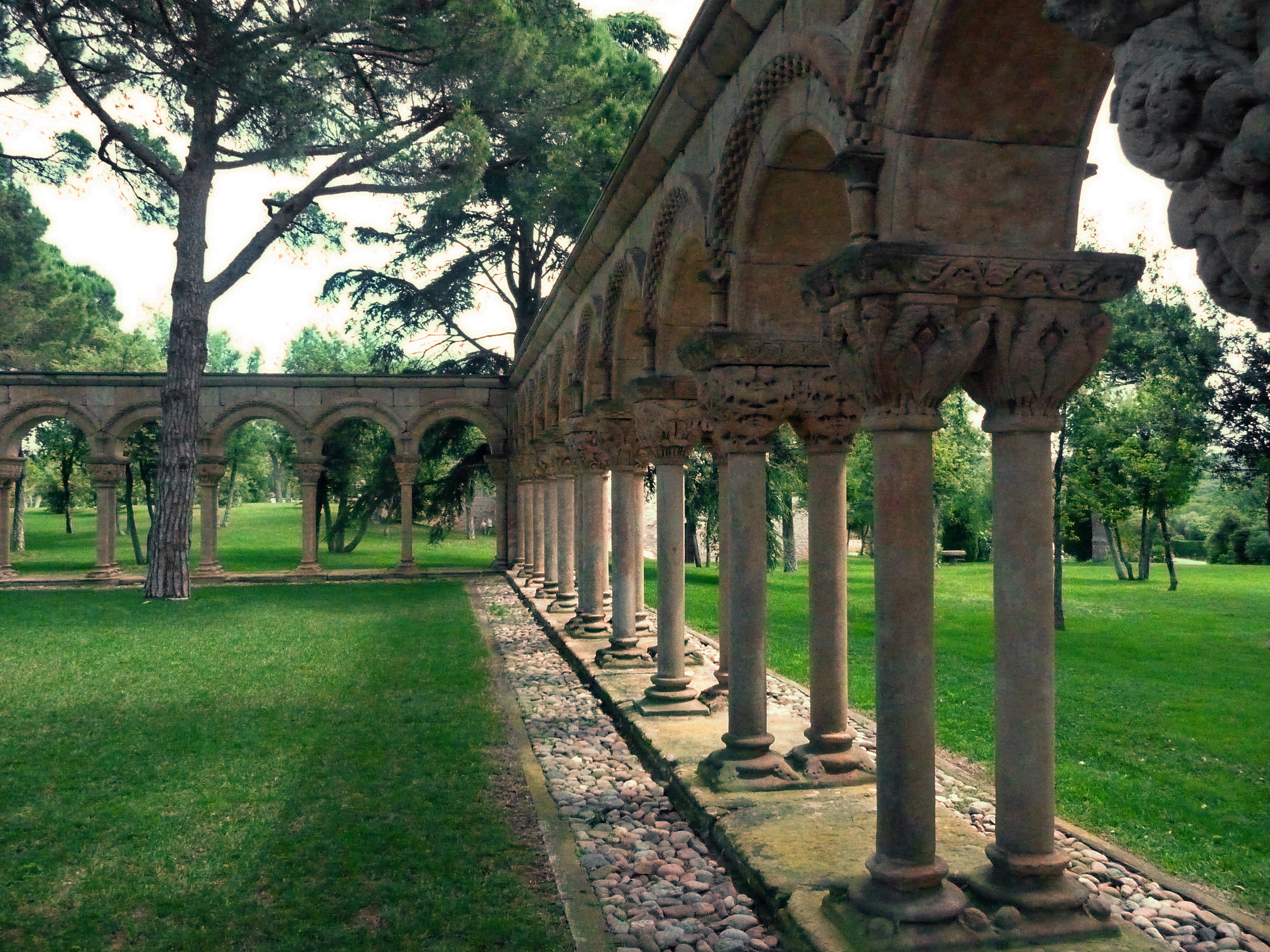
Claustre

El mas del Vent, situat prop del Camí Vell de la Fosca, està orientat a migdia. La masia i la torre daten del segle xvi. La masia pròpiament dita ha estat molt restaurada i conserva poc d'original. La intervenció més recent es deu a l'equip d'arquitectura RCR (2010). La torre, però, manté el seu caràcter malgrat la restauració. La torre té una porta amb la data 1585 i segurament la casa és del mateix moment. Es conserva un dibuix, de no fa gaires anys, on veiem l'edifici abans de la reforma. Aquest document ens permet dir que la torre ha perdut alçada i el pont que la uneix amb la casa no estava cobert com ho està actualment. Possiblement la porta de la planta baixa ha estat oberta en la reforma portada a terme pels propietaris en aquests últims anys i els pisos es comunicaven per una trapa.
És una construcció de planta circular lleugerament atalussada. Consta de dues plantes i terrat separats per voltes esfèriques rebaixades de pedra. Accedim a la planta baixa per una porta situada a peu pla i no existeix comunicació directa amb el segon pis. Aquest s'uneix amb la casa per mitjà d'un pont de pedra que ha estat reformat. Té una gran espitllera horitzontal orientada cap a l'entrada del mas. A nivell de terrat trobem diverses espitlleres de reduïdes dimensions.
L'entorn del Mas va ser acuradament enjardinat pels seus propietaris. La incorporació del claustre del Mas del Vent al jardí, el 1959, respon a un criteri ornamental. Semblantment, l'any 2017 els jardins han acollit la presentació temporal d'un notable conjunt d'obres de l'escultor Xavier Medina Campeny.
L'any 2016 el claustre del Mas del Vent es va començar a obrir al públic mitjançant visites guiades que gestiona el Museu de la Pesca de Palamós